# Maya Hakvoort
Maya Hakvoort (* 19. září 1966, Nijmegen, Nizozemsko) je nizozemská muzikálová herečka, která působí v Rakousku. S manželem a dvěma dětmi žije ve Vídni.
Vystudovala zpěv na konzervatoři v Maastrichtu. Herectví a tanec studoval a na soukromé akademii De Trap v Amsterdamu. Následně začala vystupovat v muzikálech v Holandsku, Belgii, Německu, a Rakousku. Největší slávy dosáhla rolí císařovny Alžběty rakouském muzikálu Elisabeth, kde v roce 1994 nahradila Piu Douwes.

## Muzikálové role
- Jeans (1988) – company – Holandsko
- Chicago (1989–1990) – Liz a Velma – Holandsko a Belgie
- Les Misérables (Bídníci) (1991–1992) – Fantine (understudy) – Holandsko
- Gaudi (1993 – 1994) – Isabela – Cáchy
- Catharine (1997) – Catharine – Cáchy
- Elisabeth (1994–1998) – císařovna Alžběta – Theater an der Wien, Vídeň
- Pokrevní bratři (1998) – paní Lyonsová – Vídeň
- Les Misérables (Bídníci) (1999) – Fantine – Duisburg
- Aspects of Love (1999–2000) – Rose Wilbert – Bern
- Die drei Musketiere (1999) – Milady de Winter – St. Gallen
- There's no business like Showbusiness (2000) – sólistka, company – Holandsko, Belgie
- Jekyll & Hyde (2001–2002) – Lisa, Lucy alternace – Vídeň
- Elisabeth (2003–2005) – císařovna Alžběta – Theater an der Wien – Vídeň
- Evita (2006) – Eva Peron – Baden
- Elisabeth (2007) – císařovna Alžběta – turné Japonsko (Osaka, Tokio)
- High Society (2008) – Tracy Samantha Lord – Baden
- Kiss Me Kate (2009) – Lilli Vanessi – Vídeň

## Sólová dráha
V roce 2005 vydala své první sólové album Maya goes Solo společně s pianistou Aaronem Woneshem. S tímto programem vystupovala po Rakousku a Německu. 12. října 2007 začala koncertovat s dalším programem In my life, ke kterému v roce 2008 vydala další album, opět s Woneshem. Od 2. února 2009 objížděla Rakousko a Německo s programem Mayas Musical-Life.

## Diskografie
- Elisabeth – live 1996
- In Love with Musical – live 1996
- Musical Christmas in Vienna 1996
- Musicalstars singen Weihnachtslieder 1996
- Ihr Männer 1997
- Shades of Night 1997
- That's Musical 1999
- Musical Changes 2000
- Duettalbum von Marco Bakker 2000
- There's no business like showbusiness – live 2000
- Jekyll & Hyde – vídeňská verze 2002
- 10th Anniversary Concert Elisabeth 2002
- Elisabeth (5 Tracks) 2003
- Schlaraffenland 2003
- Elisabeth – 2004
- Musical Christmas in Vienna 2004
- Maya Goes Solo – 2005
- In My Life – 2008